# Аи Кавони (Болцано)
Аи Кавони (итал. Ai Cavoni) је насеље у Италији у округу Болцано, региону Трентино-Јужни Тирол.
Према процени из 2011. у насељу је живело 81 становника. Насеље се налази на надморској висини од 1181 м.